# Колиш, Рудольф
Рудольф Адольф Мориц Колиш (нем. Rudolf Adolf Moriz Kolisch; 20 июля 1896, Шотвин — 1 августа 1978, Уотертаун, штат Массачусетс) — австрийско-американский скрипач. Сын медика Р. Р. Колиша.
С ранних лет учился играть на скрипке у Юлиуса Эггхарда. В девять лет слегка повредил палец на левой руке, после чего переучился игре в зеркальной позиции (смычок в левой руке), как если бы был левшой. Сделав перерыв в учёбе на армейскую службу в годы Первой мировой войны, окончил Венскую консерваторию по классу скрипки Отакара Шевчика, изучал также композицию у Франца Шрекера и дирижирование у Франца Шалька. В 1919 г. вошёл в круг учеников и сподвижников Арнольда Шёнберга, участвовал в концертах шёнберговского Общества частных музыкальных представлений; младшая сестра Колиша Гертруда (1898—1967) стала второй женой Шёнберга.
Благодаря опыту камерных концертов под руководством Шёнберга Колиш приобрёл вкус к ансамблевому музицированию и к исполнению новейшей музыки; результатом этого стало создание в 1921 году Нового Венского квартета (нем. Neue Wiener Streichquartett), который в дальнейшем стал называться Квартетом Колиша. На протяжении 1920-30-х гг. квартет во главе с Колишем завоевал широкую репутацию, гастролируя по всему миру и соединяя в своих программах произведения Моцарта, Шуберта и других классиков с музыкой Шёнберга, Альбана Берга, Антона Веберна, Белы Бартока и других современных модернистов.
После аншлюса Австрии квартет Колиша обосновался в Париже, стараясь больше времени проводить в Новом Свете и изыскивая возможности покинуть Европу насовсем. Начало Второй мировой войны застало коллектив на гастролях в США, откуда уже не было возможности вернуться. В этих условиях Колиш ещё на протяжении пяти лет пытался сохранить квартет, окончательно распустив его только в 1944 году, а между тем обратился к преподавательской деятельности — первоначально в нью-йоркской Новой школе, где вместе с Отто Клемперером сформировал университетский оркестр. В 1944—1966 гг. работал в Висконсинском университете в Мадисоне, совмещая преподавание скрипки и камерного ансамбля с пультом первой скрипки в базировавшемся в университете квартете Pro Arte. Начиная с 1950-х гг. периодически концертировал в Европе с вечерами камерной музыки, преподавал на Международных летних курсах новой музыки в Дармштадте. С 1967 г. и до конца жизни профессор Консерватории Новой Англии.